# 肝不全
肝不全（かんふぜん, 英: liver failure）とは、肝臓の各生理機能（合成機能や代謝機能など）が病的に低下し、肝臓が役目を果たさなくなった状態である。肝不全に陥ると、生体の恒常性が保てないため、肝不全は死亡原因となることがある。肝不全には、大きく分けて2つの型が報告されている。

## 分類
急性肝不全（劇症肝炎）最初の肝臓障害の兆候（黄疸など）から4週間以内に肝性脳症（精神錯乱、昏迷、昏睡）の進行やタンパク質合成の減少（アルブミンや血液凝固タンパク質など）が起きたものを指す。なお、甚急性肝不全は7日以内、亜急性肝不全は5-12週間のものを指す。
慢性肝不全一般に肝硬変を背景に出現する。肝硬変自体は過度の飲酒、B型肝炎、C型肝炎、自己免疫疾患、遺伝性や代謝性（鉄や銅の過負荷や非アルコール性脂肪性肝炎(NASH)）のように種々の原因で引き起こされる。